# Peter and the Wolf ("Weird Al" Yankovic e Wendy Carlos)
Peter and the Wolf è un album del cantante statunitense "Weird Al" Yankovic fatto con la collaborazione di Wendy Carlos edito nel 1988.
L'album è diviso in due parti: la prima è presente la parodia di Peter and the Wolf, ovvero Pierino e il lupo di Sergei Prokofiev, la seconda è la parodia di Tha Carnival of the Animals di Camille Saint-Saëns, intitolata The Carnival of the Animals - Part II.

## Tracce
1. Peter and the Wolf (Introduzione) - 3:58
2. Peter and the Wolf - 27:52
3. Tha Carnival of the Animals - Part II (Introduzione) - 1:20
4. Aardvark - 1:47
5. Hummingbirds - 0:58
6. Snails - 2:03
7. Alligator - 1:15
8. Amoeba - 1:52
9. Pigeons - 1:50
10. Shark - 2:17
11. Cockroachers - 1:40
12. Iguana - 0:35
13. Vulture - 3:14
14. Unicorn - 1:25
15. Poodle - 2:51
16. Finale - 2:35